# Paris Operators for Universal Internet Exchange
 (octobre 2014).
Si vous disposez d'ouvrages ou d'articles de référence ou si vous connaissez des sites web de qualité traitant du thème abordé ici, merci de compléter l'article en donnant les références utiles à sa vérifiabilité et en les liant à la section « Notes et références ».
Paris Operators for Universal Internet Exchange, ou Pouix est un point d'échange Internet créé par l'opérateur de télécommunications alternatif français Gitoyen. Il connecte plusieurs larges centres de colocation autour de Paris, mais ne fournit pas de service de colocation lui-même.
Il est possible de se connecter au Pouix via les points d'accès (POPs) suivants :
- Telehouse Paris 2
- Redbus Courbevoie
- TeleCity Aubervilliers
- Kheops Plessis-Robinson